# Julie i Julia
Julie i Julia (oryg. Julie & Julia) – amerykański film biograficzny oparty na książce Julie Powell Julie and Julia: 365 days, 524 recipes, 1 Tiny Apartament Kitchen. Przedstawia życie amerykańskiej kucharki Julii Child (Meryl Streep) oraz niespełnionej pisarki Julie Powell (Amy Adams), która postanawia zmienić swoje życie i w jeden rok przygotować wszystkie 524 potrawy z książki Julii Child.

## Obsada
- Meryl Streep jako Julia Child
- Amy Adams jako Julie Powell
- Stanley Tucci jako Paul Child, mąż Julii
- Chris Messina jako Eric Powell, mąż Julie
- Linda Emond jako Simone Beck ("Simca")
- Jane Lynch jako Dorothy McWilliams, siostra Julii
- Mary Lynn Rajskub jako Sarah, najlepsza przyjaciółka Julie